# Список космических запусков СССР в 1978 году
Список космических запусков СССР в 1978 году
| Дата        | Ракета-носитель  | Полезная нагрузка (тип)               | Космодром / Стартовый комплекс | SCD/NSSDC ID                          | Результат |
| ----------- | ---------------- | ------------------------------------- | ------------------------------ | ------------------------------------- | --------- |
| 6 января    | Союз-У           | Космос-974 (Зенит-4МК)                | Плесецк 43/3                   | 10554 / 1978-001A                     | Успех     |
| 10 января   | Союз-У           | Союз-27 (Союз 7К-Т)                   | Байконур Пл. 1                 | 10560 / 1978-003A                     | Успех     |
| 10 января   | Восток-2М        | Космос-975 (Целина-Д)                 | Плесецк 43/4                   | 10561 / 1978-004A                     | Успех     |
| 10 января   | Космос-3М        | Космос-976 — Космос-983 (Стрела-1М)   | Плесецк 132/2                  | 10581 / 1978-005A — 10588 / 1978-005H | Успех     |
| 13 января   | Союз-У           | Космос-984 (Зенит-2М)                 | Плесецк 43/3                   | 10592 / 1978-006A                     | Успех     |
| 17 января   | Космос-3М        | Космос-985 (Парус)                    | Плесецк 132/1                  | 10599 / 1978-007A                     | Успех     |
| 20 января   | Союз-У           | Прогресс-1 (Прогресс 7К-ТГ)           | Байконур Пл. 31                | 10603 / 1978-008A                     | Успех     |
| 24 января   | Молния-М         | Молния-3-09 (Молния-3)                | Плесецк 43/3                   | 10605 / 1978-009A                     | Успех     |
| 24 января   | Союз-У           | Космос-986 (Зенит-4МКМ)               | Байконур Пл. 31[уточнить]      | 10607 / 1978-010A                     | Успех     |
| 31 января   | Союз-У           | Космос-987 (Зенит-4МКМ)               | Плесецк 43/4                   | 10639 / 1978-013A                     | Успех     |
| 8 февраля   | Союз-У           | Космос-988 (Орион)                    | Плесецк 43/3                   | 10666 / 1978-015A                     | Успех     |
| 14 февраля  | Союз-У           | Космос-989 (Зенит-4МКМ)               | Байконур Пл. 31[уточнить]      | 10672 / 1978-017A                     | Успех     |
| 17 февраля  | Космос-3М        | Космос-990 (Стрела-2)                 | Плесецк 132/2                  | 10676 / 1978-019A                     | Успех     |
| 28 февраля  | Космос-3М        | Космос-991 (Парус)                    | Плесецк 132/2                  | 10692 / 1978-022A                     | Успех     |
| 2 марта     | Союз-У           | Союз-28 (Союз 7К-Т)                   | Байконур Пл. 1                 | 10694 / 1978-023A                     | Успех     |
| 2 марта     | Молния-М         | Молния-1-39 (Молния-1+)               | Плесецк 41/1                   | 10696 / 1978-024A                     | Успех     |
| 4 марта     | Союз-У           | Космос-992 (Зенит-2М)                 | Байконур Пл. 31[уточнить]      | 10699 / 1978-025A                     | Успех     |
| 10 марта    | Союз-У           | Космос-993 (Зенит-4МКМ)               | Плесецк 43/3                   | 10725 / 1978-027A                     | Успех     |
| 15 марта    | Космос-3М        | Космос-994 (Залив)                    | Плесецк 132/2                  | 10731 / 1978-028A                     | Успех     |
| 17 марта    | Союз-У           | Космос-995 (Зенит-2М)                 | Плесецк 43/3                   | 10735 / 1978-030A                     | Успех     |
| 28 марта    | Космос-3М        | Космос-996 (Парус)                    | Плесецк 132/1                  | 10744 / 1978-031A                     | Успех     |
| 30 марта    | Протон-К         | Космос-997 (ВА ТКС)                   | Байконур 84/24                 | 10770 / 1978-032A                     | Успех     |
| 30 марта    | Союз-У           | Космос-999 (Зенит-4МКМ)               | Байконур Пл. 31[уточнить]      | 10773 / 1978-033A                     | Успех     |
| 31 марта    | Космос-3М        | Космос-1000 (Цикада)                  | Плесецк 132/1                  | 10776 / 1978-034A                     | Успех     |
| 4 апреля    | Союз-У           | Космос-1001 (Союз 7К-СТ)              | Байконур Пл. 1                 | 10783 / 1978-036A                     | Успех     |
| 6 апреля    | Союз-У           | Космос-1002 (Зенит-2М)                | Байконур Пл. 31                | 10785 / 1978-037A                     | Успех     |
| 20 апреля   | Союз-У           | Космос-1003 (Зенит-4МКМ)              | Плесецк 43/4                   | 10811 / 1978-040A                     | Успех     |
| 5 мая       | Союз-У           | Космос-1004 (Зенит-2М)                | Плесецк 43/3                   | 10846 / 1978-043A                     | Успех     |
| 12 мая      | Восток-2М        | Космос-1005 (Целина-Д)                | Плесецк 43/4                   | 10860 / 1978-045A                     | Успех     |
| 12 мая      | Космос-3М        | Космос-1006 (Вектор)                  | Плесецк 132/1                  | 10862 / 1978-046A                     | Успех     |
| 16 мая      | Союз-У           | Космос-1007 (Зенит-4МКМ)              | Плесецк 43/3                   | 10895 / 1978-048A                     | Успех     |
| 17 мая      | Космос-3М        | Космос-1008 (Целина-О)                | Плесецк 132/1                  | 10898 / 1978-049A                     | Успех     |
| 19 мая      | Циклон-2         | Космос-1009 (ИС)                      | Байконур 90                    | 10904 / 1978-050A                     | Успех     |
| 23 мая      | Союз-У           | Космос-1010 (Фрам)                    | Плесецк 43/4                   | 10915 / 1978-052A                     | Успех     |
| 23 мая      | Космос-3М        | Космос-1011 (Парус)                   | Плесецк 132/1[уточнить]        | 10917 / 1978-053A                     | Успех     |
| 25 мая      | Союз-У           | Космос-1012 (Зенит-2М)                | Плесецк 43/3                   | 10919 / 1978-054A                     | Успех     |
| 27 мая      | Протон-К/ДМ      | Экран                                 | Байконур 200/40                |                                       | Неудача   |
| 2 июня      | Молния-М         | Молния-1-40 (Молния-1+)               | Плесецк 43/3                   | 10925 / 1978-055A                     | Успех     |
| 7 июня      | Космос-3М        | Космос-1013 — Космос-1020 (Стрела-1М) | Плесецк 132/1                  | 10930 / 1978-056A — 10937 / 1978-056H | Успех     |
| 10 июня     | Союз-У           | Космос-1021 (Зенит-4МКМ)              | Байконур Пл. 31[уточнить]      | 10939 / 1978-057A                     | Успех     |
| 12 июня     | Союз-У           | Космос-1022 (Зенит-4МКМ)              | Плесецк 43/3                   | 10944 / 1978-059A                     | Успех     |
| 15 июня     | Союз-У           | Союз-29 (Союз 7К-Т)                   | Байконур Пл. 1                 | 10952 / 1978-061A                     | Успех     |
| 21 июня     | Космос-3М        | Космос-1023 (Стрела-2)                | Плесецк 132/1                  | 10961 / 1978-063A                     | Успех     |
| 27 июня     | Союз-У           | Союз-30 (Союз 7К-Т(А9))               | Байконур Пл. 1                 | 10968 / 1978-065A                     | Успех     |
| 28 июня     | Молния-М         | Космос-1024 (Око)                     | Плесецк 43/3                   | 10970 / 1978-066A                     | Успех     |
| 28 июня     | Циклон-3         | Космос-1025 (Океан-Е)                 | Плесецк 32/2                   | 10973 / 1978-067A                     | Успех     |
| 2 июля      | Союз-У           | Космос-1026 (13КС «Энергия»)          | Байконур Пл. 31                | 10977 / 1978-069A                     | Успех     |
| 7 июля      | Союз-У           | Прогресс-2 (Прогресс 7К-ТГ)           | Байконур Пл. 31                | 10979 / 1978-070A                     | Успех     |
| 14 июля     | Молния-М         | Молния-1-41 (Молния-1+)               | Плесецк 43/4                   | 10984 / 1978-072A                     | Успех     |
| 18 июля     | Протон-К/ДМ      | Радуга-04 (Грань)                     | Байконур 200/40                | 10987 / 1978-073A                     | Успех     |
| 27 июля     | Космос-3М        | Космос-1027 (Залив)                   | Плесецк 132/2                  | 10991 / 1978-074A                     | Успех     |
| 5 августа   | Союз-У           | Космос-1028 (Янтарь-2К)               | Плесецк 43/3                   | 10995 / 1978-076A                     | Успех     |
| 7 августа   | Союз-У           | Прогресс-3 (Прогресс 7К-ТГ)           | Байконур Пл. 31                | 10999 / 1978-077A                     | Успех     |
| 17 августа  | Протон-К/ДМ      | Экран                                 | Байконур 200/40                |                                       | Неудача   |
| 22 августа  | Молния-М         | Молния-1-42 (Молния-1+)               | Плесецк 43/4                   | 11007 / 1978-080A                     | Успех     |
| 26 августа  | Союз-У           | Союз-31 (Союз 7К-Т)                   | Байконур Пл. 1                 | 11010 / 1978-081A                     | Успех     |
| 29 августа  | Союз-У           | Космос-1029 (Зенит-4МКМ)              | Плесецк 43/4                   | 11012 / 1978-082A                     | Успех     |
| 6 сентября  | Молния-М         | Космос-1030 (Око)                     | Плесецк 43/4                   | 11015 / 1978-083A                     | Успех     |
| 9 сентября  | Протон-К/Блок Д1 | Венера-11                             | Байконур 81/23                 | 11020 / 1978-084A                     | Успех     |
| 9 сентября  | Союз-У           | Космос-1031 (Зенит-4МКМ)              | Плесецк 41/1                   | 11022 / 1978-085A                     | Успех     |
| 14 сентября | Протон-К/Блок Д1 | Венера-12                             | Байконур 81/24                 | 11025 / 1978-086A                     | Успех     |
| 19 сентября | Союз-У           | Космос-1032 (Зенит-2М)                | Плесецк 43/3                   | 11029 / 1978-088A                     | Успех     |
| 3 октября   | Союз-У           | Космос-1033 (Фрам)                    | Плесецк 43/3                   | 11039 / 1978-089A                     | Успех     |
| 3 октября   | Союз-У           | Прогресс-4 (Прогресс 7К-ТГ)           | Байконур Пл. 1                 | 11040 / 1978-090A                     | Успех     |
| 4 октября   | Космос-3М        | Космос-1034 — Космос-1041 (Стрела-1М) | Плесецк 132/1                  | 11042 / 1978-091A — 11049 / 1978-091H | Успех     |
| 6 октября   | Союз-У           | Космос-1042 (Зенит-4МКМ)              | Плесецк 43/3                   | 11052 / 1978-092A                     | Успех     |
| 10 октября  | Восток-2М        | Космос-1043 (Целина-Д)                | Плесецк 43/4                   | 11055 / 1978-094A                     | Успех     |
| 13 октября  | Молния-М         | Молния-3-10 (Молния-3)                | Плесецк 43/3                   | 11057 / 1978-095A                     | Успех     |
| 17 октября  | Союз-У           | Космос-1044 (Зенит-2М)                | Плесецк 43/4                   | 11065 / 1978-097A                     | Успех     |
| 17 октября  | Протон-К/ДМ      | Экран                                 | Байконур 200/40                |                                       | Неудача   |
| 24 октября  | Космос-3М        | Интеркосмос-18 (АУОС-З Маг-ИК)        | Плесецк 132/1                  | 11082 / 1978-099A                     | Успех     |
| 26 октября  | Циклон-3         | Космос-1045 (Метеор-2)                | Плесецк 32/2                   | 11084 / 1978-100A                     | Успех     |
| 30 октября  | Молния-М         | Прогноз-7 (СО-М)                      | Байконур Пл. 31                | 11088 / 1978-101A                     | Успех     |
| 1 ноября    | Союз-У           | Космос-1046 (Орион)                   | Плесецк 41/1                   | 11098 / 1978-102A                     | Успех     |
| 15 ноября   | Союз-У           | Космос-1047 (Зенит-4МКМ)              | Плесецк 41/1                   | 11108 / 1978-104A                     | Успех     |
| 16 ноября   | Космос-3М        | Космос-1048 (Стрела-2)                | Плесецк 132/2                  | 11111 / 1978-105A                     | Успех     |
| 21 ноября   | Союз-У           | Космос-1049 (Зенит-4МКМ)              | Плесецк 43/4                   | 11118 / 1978-107A                     | Успех     |
| 28 ноября   | Союз-У           | Космос-1050 (Зенит-6)                 | Плесецк 43/4                   | 11121 / 1978-108A                     | Успех     |
| 5 декабря   | Космос-3М        | Космос-1051 — Космос-1058 (Стрела-1М) | Плесецк 132/2                  | 11128 / 1978-109A — 11135 / 1978-109H | Успех     |
| 7 декабря   | Союз-У           | Космос-1059 (Зенит-4МКМ)              | Плесецк 41/1                   | 11137 / 1978-110A                     | Успех     |
| 8 декабря   | Союз-У           | Космос-1060 (Зенит-2М)                | Байконур Пл. 31[уточнить]      | 11139 / 1978-111A                     | Успех     |
| 14 декабря  | Союз-У           | Космос-1061 (Зенит-2М)                | Плесецк 43/4                   | 11148 / 1978-114A                     | Успех     |
| 15 декабря  | Космос-3М        | Космос-1062 (Целина-О)                | Плесецк 132/2                  | 11150 / 1978-115A                     | Успех     |
| 19 декабря  | Восток-2М        | Космос-1063 (Целина-Д)                | Плесецк 43/4                   | 11155 / 1978-117A                     | Успех     |
| 19 декабря  | Протон-К/ДМ      | Горизонт-01(Горизонт)                 | Байконур 200/40                | 11158 / 1978-118A                     | Успех     |
| 20 декабря  | Космос-3М        | Космос-1064 (Парус)                   | Плесецк 132/1                  | 11161 / 1978-119A                     | Успех     |
| 22 декабря  | Космос-3М        | Космос-1065 (Ромб)                    | Капустин Яр 107/1              | 11163 / 1978-120A                     | Успех     |
| 23 декабря  | Восток-2М        | Космос-1066 (Астрофизика)             | Плесецк 43/3                   | 11165 / 1978-121A                     | Успех     |
| 26 декабря  | Космос-3М        | Космос-1067 (Сфера)                   | Плесецк 132/2                  | 11168 / 1978-122A                     | Успех     |
| 26 декабря  | Союз-У           | Космос-1068 (Зенит-4МКМ)              | Плесецк 43/4                   | 11169 / 1978-123A                     | Успех     |
| 28 декабря  | Союз-У           | Космос-1069 (Орион)                   | Плесецк 41/1                   | 11173 / 1978-124A                     | Успех     |

## Статистика
Количество запусков: 91
Успешных запусков: 88
| Ракета-носитель | Число стартов | Неудачи | Примечания |
| --------------- | ------------- | ------- | ---------- |
| Союз-У          | 45            | 0       |            |
| Восток-2М       | 5             | 0       |            |
| Молния-М        | 9             | 0       |            |
| Космос-3М       | 21            | 0       |            |
| Протон-К        | 8             | 3       |            |
| Циклон-2        | 1             | 0       |            |
| Циклон-3        | 2             | 0       |            |

| Космодром   | Число стартов | Неудачи | Примечания |
| ----------- | ------------- | ------- | ---------- |
| Плесецк     | 62            | 0       |            |
| Байконур    | 28            | 3       |            |
| Капустин Яр | 1             | 0       |            |

## Прочие события
| Дата        | Событие |
| ----------- | --- |
| 11 января   | 14:06. Осуществлена стыковка космического корабля «Союз-27» и орбитальной станции «Салют-6». На борт станции прибыла первая экспедиция посещения в составе Владимира Александровича Джанибекова и Олега Григорьевича Макарова. |
| 16 января   | Осуществлена расстыковка космического корабля «Союз-26» и орбитальной станции «Салют-6». |
| 16 января   | 11:25. В 310 километрах западнее города Целиноград совершил посадку спускаемый аппарат космического корабля «Союз-26». На Землю возвратились космонавты Владимир Александрович Джанибеков и Олег Григорьевич Макаров. Продолжительность полета составила 5 дней 22 часа 58 минут 58 секунд. |
| 22 января   | 10:12. Осуществлена стыковка грузового транспортного корабля «Прогресс- 1» и орбитальной станции «Салют-6». На борт станции доставлены научное оборудование и грузы различного назначения. |
| 6 февраля   | Осуществлена расстыковка грузового транспортного корабля «Прогресс-1» и орбитальной станции «Салют-6». |
| 8 февраля   | Сведен с орбиты и сгорел в плотных слоях земной атмосферы над Тихим океаном грузовой транспортный корабль «Прогресс-1». |
| 3 марта     | 17:10. Осуществлена стыковка космического корабля «Союз-28» и орбитальной станции «Салют-6». На борт станции прибыл международный советско-чехословацкий экипаж. |
| 5 марта     | Опубликовано приветствие Генерального секретаря ЦК КПСС, Председателя Президиума Верховного Совета СССР Леонида Ильича Брежнева и Генерального секретаря ЦК КПЧ, Президента ЧССР Густава Гусака международному экипажу орбитального научно-исследовательского комплекса «Салют-6» — «Союз-27» — «Союз-28» космонавтам Ю. В. Романенко, Г. М. Гречко, А. А. Губареву, В.Ремеку. |
| 10 марта    | Осуществлена расстыковка космического корабля «Союз-28» и орбитальной станции «Салют-6». |
| 10 марта    | 13:50. В 310 километрах западнее города Целиноград совершил посадку спускаемый аппарат советского космического корабля «Союз-28». На Землю возвратились космонавты Алексей Александрович Губарев и Владимир Ремек. Продолжительность полета составила 7 дней 22 часа 16 минут. |
| 16 марта    | Осуществлена расстыковка космического корабля «Союз-27» и орбитальной станции «Салют-6». |
| 16 марта    | 11:19. В 265 километрах западнее города Целиноград приземлился спускаемый аппарат советского космического корабля «Союз-27». На Землю возвратились космонавты Юрий Викторович Романенко и Георгий Михайлович Гречко. Продолжительность полета составила 96 дней 10 часов 7 секунд. Установлен новый рекорд длительности полета. |
| 16 марта    | Президиум Верховного Совета СССР принял указы о награждении Героев Советского Союза летчиков-космонавтов СССР Георгия Михайловича Гречко, Олега Григорьевича Макарова, Алексея Александровича Губарева орденом Ленина и второй медалью «Золотая Звезда». Президиум Верховного Совета СССР принял указы о присвоении званий Героя Советского Союза и «Летчик-космонавт СССР» летчикам-космонавтам Юрию Викторовичу Романенко и Владимиру Александровичу Джанибекову. Президиум Верховного Совета СССР принял указ о присвоении звания Героя Советского Союза гражданину ЧССР космонавту-исследователю Владимиру Ремеку. |
| 17 марта    | Опубликовано поздравление ЦК КПСС, Президиума Верховного Совета СССР и Совета Министров СССР ученым, конструкторам, инженерам, техникам и рабочим, всем коллективам и организациям, принимавшим участие в подготовке и осуществлении длительного космического полета орбитального научно-исследовательского комплекса «Салют-6» — «Союз», советским космонавтам Ю. В. Романенко, Г. М. Гречко, В. А. Джанибекову, О. Г. Макарову, А. А. Губареву, чехословацкому космонавту В Ремеку с успешным выполнением научной и экспериментальной программы.                                                                     |
| 16 июня     | Осуществлена стыковка пилотируемого космического корабля «Союз-29» и орбитальной станции «Салют-6». На борт станции прибыла вторая длительная экспедиция в составе Владимира Васильевича Коваленка и Александра Сергеевича Иванченкова. |
| 24 июня     | В Москве скончался выдающийся советский ученый, теоретик, внесший значительный вклад в развитие космонавтики, Мстислав Всеволодович Келдыш. |
| 28 июня     | 17:08. Осуществлена стыковка космического корабля «Союз-30» и орбитальной станции «Салют-6». На борт станции прибыл международный советско-польский экипаж. |
| 29 июня     | Опубликована телеграмма Генерального секретаря ЦК КПСС, председателя Президиума Верховного Совета СССР Леонида Ильича БРЕЖНЕВА и первого секретаря ЦК ПОРП Edward HEREK международному экипажу орбитального научно- исследовательского комплекса «Салют-6» — «Союз-29» — «Союз-30» космонавтам В. В. Коваленку, А. С. Иванченкову, П. И. Климуку, M.Гермашевскому в связи с успешным началом полета. |
| 5 июля      | 18:29. В 300 километрах западнее города Целиноград совершил посадку спускаемый аппарат советского космического корабля «Союз-30». На Землю возвратились космонавты Петр Ильич Климук и Мирослав Гермашевский. Продолжительность полета составила 7 дней 22 часа 2 минуты 59 секунд. |
| 5 июля      | Президиум Верховного Совета СССР принял указы о присвоении звания Героя Советского Союза гражданину ПНР космонавту-исследователю Мирославу Гермашевскому и о награждении дважды Героя Советского Союза летчика-космонавта СССР Петра Ильича Климука орденом Ленина. |
| 9 июля      | Осуществлена стыковка грузового транспортного корабля «Прогресс-2» и орбитального комплекса «Салют-6» — «Союз-29». |
| 29 июля     | Космонавты Владимир Васильевич Коваленок и Александр Сергеевич Иванченков совершили выход в открытый космос и выполнили работу по демонтажу и частичной замене научной аппаратуры, установленной на внешней поверхности станции. Общее время пребывания космонавтов в условиях открытого космоса составило 2 часа 5 минут. |
| 2 августа   | 04:57. Осуществлена расстыковка грузового транспортного корабля «Прогресс-2» и орбитального комплекса «Салют-6» — «Союз-29». |
| 4 августа   | Сведен с орбиты и затонул в Тихом океане грузовой транспортный корабль «Прогресс-2». |
| 10 августа  | Осуществлена стыковка грузового транспортного корабля «Прогресс-3» и орбитального комплекса «Салют-6» — «Союз-29». |
| 21 августа  | Осуществлена расстыковка грузового транспортного корабля «Прогресс-3» и орбитального комплекса «Салют-6» — «Союз-29». |
| 24 августа  | Сведен с орбиты и затонул в Тихом океане грузовой транспортный корабль «Прогресс-3». |
| 27 августа  | 16:38. Осуществлена стыковка космического корабля «Союз-31» и орбитальной станции «Салют-6». На борт станции прибыл международный советско-немецкий экипаж. |
| 3 сентября  | 11:40. В 140 километрах юго-восточнее города Джезказган совершил мягкую посадку спускаемый аппарат космического корабля «Союз-29». На Землю возвратились космонавты Валерий Федорович Быковский и Зигмунд Йен. Продолжительность полета составила 7 дней 20 часов 49 минут 4 секунды. |
| 7 сентября  | Впервые в практике пилотируемых полетов осуществлена перестыковка космического корабля «Союз-31» с одного стыковочного узла станции «Салют-6» на другой. Космонавты Владимир Васильевич Коваленок и Александр Сергеевич Иванченков перешли на борт корабля, после чего в 10:53 UTC произвели его расстыковку со станцией. После разворота станции корабль был вновь состыкован с ней. Космонавты перешли на борт станции и продолжили выполнение программы полета. |
| 10 сентября | Президиум Верховного Совета СССР принял указы о присвоении звания Героя Советского Союза гражданину ГДР Зигмунду Йену и о награждении дважды Героя Советского Союза летчика-космонавта СССР Валерия Федоровича Быковского орденом Ленина. |
| 6 октября   | Осуществлена стыковка грузового транспортного корабля «Прогресс-4» и орбитального комплекса «Салют-6» — «Союз-31». |
| 24 октября  | Осуществлена расстыковка грузового транспортного корабля «Прогресс-4» и орбитального комплекса «Салют-6» — «Союз-31». |
| 26 октября  | Сведен с орбиты и затонул в Тихом океане грузовой транспортный корабль «Прогресс-4». |
| 2 ноября    | 11:05. В 180 километрах юго-восточнее города Джезказган совершил мягкую посадку спускаемый аппарат космического корабля «Союз-31». На Землю возвратились космонавты Владимир Васильевич Коваленок и Александр Сергеевич Иванченков. Продолжительность полета составила 139 дней 14 часов 47 минут 32 секунды. |
| 2 ноября    | Президиум Верховного Совета СССР принял указы о присвоении звания Героя Советского Союза летчику-космонавту СССР Владимиру Васильевичу Коваленку и Александру Сергеевичу Иванченкову. Президиум Верховного Совета СССР принял указ о присвоении звания «Летчик- космонавт СССР» Александру Сергеевичу Иванченкову. |
| 3 ноября    | Опубликовано поздравление ЦК КПСС, Президиума Верховного Совета СССР, Совета Министров СССР ученым, конструкторам, инженерам и рабочим, всем коллективам и организациям, принимавшим участие в подготовке и осуществлении длительного космического полета на орбитальном научно-исследовательском комплексе «Салют-6» — «Союз», космонавтам В. В. Коваленку, А. С. Иванченкову. |
| 3 ноября    | С космодрома Капустин Яр осуществлен пуск геофизической ракеты «Вертикаль-7». На ракете было установлено научное оборудование, изготовленное в Болгарии, Венгрии, Румынии, Советском Союзе и Чехословакии и предназначенное для комплексных исследований параметров верхней атмосферы и ионосферы Земли, а также взаимодействия коротковолнового излучения Солнца с атмосферой Земли. Ракета достигла высоты 1500 километров, после чего совершила посадку на Землю. |
| 3 ноября    | В Москве между СССР и СРВ подписано соглашение о сооружении в СРВ наземной станции космической связи «Интерспутник». |
| 5 декабря   | Организована Федерация космонавтики СССР (ныне Федерация космонавтики России). |
| 21 декабря  | 03:30. Спускаемый аппарат автоматической межпланетной станции «Венера-12» совершил мягкую посадку на поверхность Венеры. В течение 110 минут с поверхности планеты передавалась научная информация. АМС «Венера-12» прошла над планетой на высоте 34000 километров и продолжила полет в космическом пространстве. |
| 25 декабря  | 03:24. Спускаемый аппарат автоматической межпланетной станции «Венера-11» совершил мягкую посадку на поверхность Венеры. В течение 95 минут с поверхности планеты передавалась научная информация. АМС «Венера-11» прошла над планетой на высоте 34000 километров и продолжила полет в космическом пространстве. |